# Batalha de Cap-Français (1793)

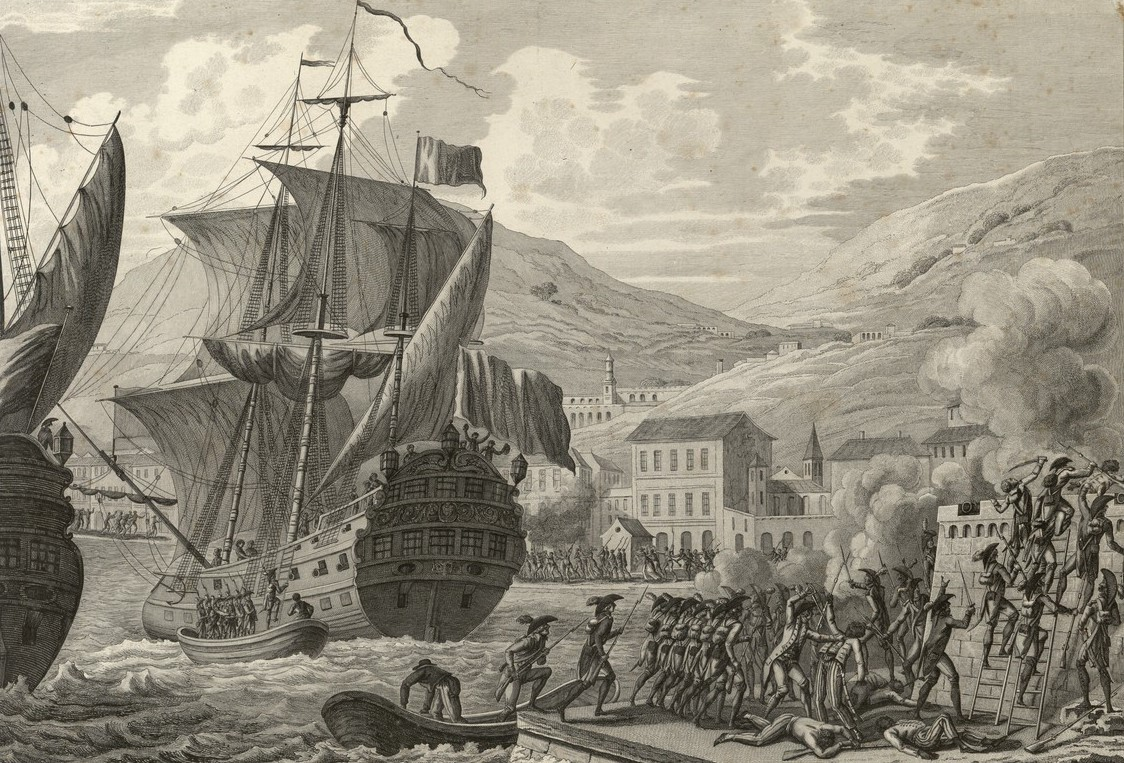
Invasão do Cabo Haitiano pelo exército francês.

A Batalha de Cap-Français ocorreu de 20 a 22 de junho de 1793 durante a Revolução Haitiana. Foi originalmente um conflito entre comissários enviados pelo governo republicano francês, que eram apoiados por escravos rebeldes e pessoas livres de cor, contra a elite da colônia e proprietários de escravos monarquistas brancos, que desencadearam uma revolta contra os comissários na cidade, levou a um conflito militar entre brancos e negros dentro da cidade, para eventualmente levar a um ataque de escravos em toda a cidade.

## Prelúdio

### Chegada dos comissários a Saint-Domingue
Em 17 de setembro de 1792, os comissários Léger-Félicité Sonthonax, Étienne Polverel e Jean-Antoine Ailhaud desembarcaram em Cap-Français com 6 000 homens do exército republicano francês. Sua missão era pacificar Saint-Domingue e fazer cumprir a lei de 4 de abril, que proclamou o direito de voto para pessoas livres, incluindo negros e mulatos, e impôs a dissolução da assembleia colonial apenas para brancos. Sonthonax permaneceu no posto no Cabo Francês, enquanto Polverel partiu para inspeção em Porto Príncipe em outubro. Allhaud foi para o sul da colônia, mas rapidamente retornou à França depois de ficar doente.

### Operações militares contra a revolta
Os 6 000 soldados franceses, metade composta por tropas de linha e a outra metade por voluntários, receberam ordens para reprimir as insurreições dos escravos negros que se revoltavam no noroeste da ilha e comandados por Jean-François Papillon e Georges Biassou. Mas essas tropas, não acostumadas com o clima, foram rapidamente dizimadas pela febre amarela. Dois meses após o desembarque, escreve o general Lacroix, "3.000 foram colhidos" dos 6 000 homens. Todas as forças republicanas francesas estavam sob o comando do general Étienne Maynaud de Bizefranc de Laveaux, que entrou na campanha contra os escravos revoltados, em janeiro de 1793. Nas batalhas de Morne Pelé e Tannerie Laveaux derrotaram os revolucionários e rapidamente reconquistaram as planícies do norte. No entanto, os insurgentes haviam se aliado aos espanhóis, e as tropas espanholas foram incorporadas como auxiliares em seu exército. Nos meses seguintes, os franceses começam a perder o terreno conquistado.

### Posições dos comissários sobre a escravidão
Sonthonax e Polverel eram próximos de Brissot, um notório abolicionista e membro da Sociedade dos Amigos Negros. Os próprios comissários eram membros do Clube Jacobino, que promoveu a criação de clubes revolucionários em Saint-Domingue que atraíram muitos brancos pobres, ou petits blancs (pequenos brancos). Por outro lado, ricos proprietários de escravos ou grands blancs (grandes brancos) eram geralmente monarquistas e, portanto, hostis às atividades jacobinas. Embora abolicionistas, Sonthonax e Polverel não tinham autoridade para abolir a escravidão, nem o governo francês tinha a intenção de fazê-lo. Sonthonax não acreditava na abolição imediata, escrevendo que tal ação "inevitavelmente levaria ao massacre de todos os brancos".

### Deportação de governadores e dissolução da Assembleia colonial
De acordo com a lei de 10 de agosto, qualquer um que se opusesse aos comissários era declarado "traidor da pátria". Os comissários tinham todo o poder para deportar seus oponentes. Sonthonax prendeu o governador Philippe François Rouxel de Blanchelande em 20 de setembro, suspeito de conspiração, que foi então deportado para a França, onde foi guilhotinado em 11 de abril de 1793. Ele foi substituído pelo general d'Esparbes, um monarquista, que tentou provocar uma insurreição quando soube da queda da monarquia na Insurreição de 10 de agosto de 1792. Em seguida, foi preso e deportado.
Em 12 de outubro, a assembleia colonial só de brancos foi dissolvida e substituída por uma comissão composta por brancos e pessoas livres de cor. Essa medida aproxima as pessoas livres de cor aos comissários. Sonthonax procurou integrar oficiais mulatos no Regimento do Cabo, então inteiramente composto por brancos, que eram resistentes à integração. Durante um desfile na cidade, mulatos e brancos do regimento do Cabo se enfrentaram em um tiroteio. A autoridade dos comissários só poderia ser restabelecida com a ajuda do general Laveaux.

### Aumento da insatisfação dos colonos contra os comissários
Essas medidas, favoráveis aos mulatos e aos livres de cor, provocaram a irritação dos grands blancs que temem a abolição da escravatura. Embora esta mensagem seja geralmente falsa, os colonos eram cada vez mais hostis aos comissários. Os petits blancs republicanos, a princípio, eram favoráveis a eles, mas são tão hostis quanto os grands blancs aos mulatos e aos homens livres de cores, a quem odeiam ainda mais do que os primeiros. Também os grands blancs e os petits blancs, antes inimigos, aliaram-se contra os comissários, os mulatos e os livres de cor.

### Primeiras revoltas
Em 25 de janeiro de 1793, em Porto Príncipe, os colonos, liderados por Borel, armaram seus escravos, uniram forças com os soldados do regimento de Artois e se fizeram senhores da cidade. Os colonos então enviaram um mensageiro para Londres e se declararam prontos para passar sob a suserania do Reino da Grã-Bretanha em troca da conservação de suas leis. As tropas leais aos comissários comandados pelos generais Lassale e Beauvais cercam Porto Príncipe, que é retomada em 14 de abril de 1793. Os colonos de Jérémie, no sul da ilha, revoltam-se, por sua vez, formam um governo que leva o nome de "Federação de Grande Anse", armam seus escravos e massacram os livres de cor, cujas cabeças são trazidas em pás e expostas no Forte Lapointe. A diretoria forma um exército composto por brancos comandados por La Chaise e negros comandados por Noël Bras. Para reprimir essa rebelião, os comissários também organizam um exército comandado pelo mulato André Rigaud. Os mulatos e os livres de cor também armam seus escravos e, liderados por Rigaud, tomam posse de Jacmel, mas não conseguem tomar Jeremias.

## A insurreição dos brancos em Cap-Français
Em 7 de maio de 1793, enquanto os comissários estavam ocupados lutando contra a rebelião no sul, o brigadeiro-general François Thomas Galbaud-Dufort, do exército republicano, desembarcou em Cap-Français para ocupar o cargo de governador. Esta nomeação desperta as esperanças dos colonos porque Galbaud não mostra nenhum favor para mulatos e pessoas livres. Os colonos mostram cada vez mais abertamente sua oposição aos comissários, e Sonthonax e Polverel devem retornar às pressas à Cidade do Cabo em 10 de junho. Brancos e mulatos estão então à beira do confronto.
Os comissários começam por expulsar Galbaud. Ele é crioulo e, de acordo com a lei de abril, os crioulos não podem desempenhar funções públicas nas colônias. Galbaud se submete e, em 13 de junho, embarca para a França no navio Normandia. Essa partida desespera os colonos, mas também desperta o descontentamento com os marinheiros e soldados da Marinha Republicana. Havia surgido uma disputa entre um oficial da Marinha e um mulato. Os marinheiros reclamaram com os comissários, mas eles se recusam a intervir no caso, o que irrita os marinheiros. Seu ressentimento contra os comissários por causa da proibição que obriga os marinheiros a ficarem em terra à noite. Pouco depois, um navio entrou no porto transportando de 25 a 30 colonos e cerca de 40 soldados do regimento Artois feitos prisioneiros durante a insurreição de Porto Príncipe, que seriam deportados para a França "para aprender a perder seu preconceito de cor", segundo um observador.
Exasperados, colonos e marinheiros enviaram uma delegação a Galbaud em 19 de junho pedindo-lhe que assumisse a liderança da insurgência que estava sendo preparada contra os comissários e mulatos. Galbaud aceitou e, na noite de 19 para 20 de junho, chegou a Cap-Français com os marinheiros acompanhados pelos colonos. Logo Galbaud liderava de 2 000 a 3 500 homens.
Alertados, os soldados mulatos pegam em armas, determinados a defender os comissários. Ferozes batalhas de rua estavam ocorrendo, mas o general Lavaux estava muito doente para assumir o comando. Os comissários confiam o comando ao coronel mulato Antoine Chanlatte, que é auxiliado pelo oficial negro Jean-Baptiste Belley, conhecido como "Mars Belley".

## Ofensiva escrava
Após dois dias de combate, os comissários evacuaram Cap-Français e se retiraram para Haut du Cap. Lá estabeleceram sua sede na fazenda Bréda. Sem força, os dois comissários decidiram pedir ajuda aos escravos rebeldes contra os quais haviam lutado anteriormente, oferecendo emancipação em troca de ajuda. Sonthonax escreveu a seguinte proclamação:
Declaramos que a vontade da República Francesa e de seus delegados é dar liberdade a todos os guerreiros negros que lutarão pela República sob as ordens dos comissários civis, contra a Espanha ou outros inimigos, sejam eles interiores ou exteriores... Todos os escravos declarados livres pela República serão iguais a todos os homens livres, eles têm os direitos dos cidadãos franceses. 
A proclamação foi confiada ao oficial mulato Antoine Chanlatte que, acompanhado por dois aventureiros brancos, Ginioux e Galineux Degusy, a entregou aos escravos rebeldes que acamparam nas alturas de Morne du Cap.
Em 21 de junho, 10.000 escravos rebeldes comandados por Macaya e Pierrot chegam a Cap-Français, onde os insurgentes brancos foram completamente dominados. Fugiram e embarcaram nos navios em grande confusão na aposentadoria dos marinheiros, ficaram bêbados e saquearam várias casas e lojas que ocupavam. Os combates de 21 de junho são os mais sangrentos, são 500 cadáveres, vários caem ou são jogados no mar onde são devorados por tubarões. Os comissários decidem enviar o filho de Polverel para negociar com os insurgentes. Mas Galbaud recusa qualquer discussão e mantém o emissário prisioneiro, logo após o irmão de Galbaud ser levado pelos homens leais aos comissários. Sonthonax está pronto para aceitar uma troca de prisioneiros, mas Polverel recusa, segundo testemunhas, lágrimas nos olhos ele diz: "Não, meu filho não pode ser trocado por um culpado". Na confusão, um grupo de negros tenta incendiar uma prisão para libertar muitos de seus prisioneiros, mas as chamas estão ganhando outras casas e casas daquela que era considerada a cidade mais bonita das Índias Ocidentais são destruídas.

## Pilhagem de Cap-Français
A cidade foi submetida a vários dias de pilhagem. A pilhagem e subsequente queima foi descrita em numerosas memórias e diários e outras obras contemporâneas, nomeadamente por H. D. de Saint-Maurice, editor do Moniteur général de la partie française de Saint-Domingue. Várias cenas da pilhagem ficaram conhecidas, como quando os rebeldes vestiram as roupas de casas particulares, bem como o traje da Comédie du Cap. Durante a pilhagem e o incêndio da cidade, muitos civis perderam a vida e foram "massacrados", segundo algumas testemunhas.  A maioria da população civil branca (bem como alguns dos ricos gens de couleur libres) se refugiaram nos navios que haviam se aglomerado no porto da cidade aguardando a permissão do comissário para partir, e deixaram a ilha com eles. Muitos dos edifícios mais famosos foram perdidos durante o incêndio de Cap-Français de 1793 em 21-26 de junho, entre eles a Comédie du Cap e a Communauté des Religieuses Filles de Notre-Dame du Cap-Français.

## Conclusão
Em 24 de junho, Galbaud e sobreviventes, em número de vários milhares, embarcaram nos navios Éolo e Júpiter e várias fragatas no porto da Cidade do Cabo. De lá, fugiram para os Estados Unidos, onde encontraram refúgio. Os comissários tomaram posse do Cap-Français, mas a cidade apelidada de "a joia das Índias Ocidentais" foi destruída por cinco sextos. No entanto, eles esperavam ganhar a união de escravos rebeldes, mas eles foram rapidamente decepcionados. Alguns aceitam, mas a maioria deles voltou para as montanhas com seu espólio. Mensageiros são enviados a Jean-François Papillon e Georges Biassou, mas eles se recusam a reconhecer a República, eles se declaram monarquistas e súditos do rei da Espanha desde que o rei da França foi executado. Contatado, Toussaint Louverture se recusou a reunir "traidores republicanos" e escreveu que "os negros queriam servir sob um rei e o rei da Espanha lhe ofereceu sua proteção".